# Canedo (Ribeira de Pena)
Canedo ist eine Gemeinde (Freguesia) im portugiesischen Kreis Ribeira de Pena. In ihr leben 275 Einwohner (Stand 19. April 2021).